# Capnobotrys australis
Capnobotrys australis är en svampart som beskrevs av S. Hughes 1981. Capnobotrys australis ingår i släktet Capnobotrys och familjen Metacapnodiaceae.   Inga underarter finns listade i Catalogue of Life.